# Belem Guerrero
Belem Guerrero Méndez (ur. 8 marca 1974 w Meksyku) – meksykańska kolarka torowa i szosowa, wicemistrzyni olimpijska oraz czterokrotna medalistka torowych mistrzostw świata.

## Kariera
Pierwszy sukces Belem Guerrero osiągnęła w 1995 roku, kiedy na igrzyskach panamerykańskich w Mar del Plata wywalczyła srebrny medal w wyścigu punktowym oraz brązowy w indywidualnym wyścigu na dochodzenie. Rok później, podczas igrzysk olimpijskich w Atlancie zajęła w tej konkurencji jedenaste miejsce. Na mistrzostwach świata w Perth w 1997 roku zdobyła brązowy medal w wyścigu punktowym, przegrywając tylko z Rosjanką Natalją Karimową i Hiszpanką Teodorą Ruano. Podczas igrzysk panamerykańskich w Winnipeg w 1999 roku ponownie była druga w wyścigu punktowym, podobnie jak rok wcześniej, na mistrzostwach świata w Bordeaux, gdzie wyprzedziła ją tylko Teodora Ruano. Na igrzyskach olimpijskich w Sydney była piąta, a na mistrzostwach świata w Antwerpii w 2001 roku zajęła trzecie miejsce, ustępując Rosjance Oldze Slusariewej i Australijce Katherine Bates. Jeden z największych sukcesów osiągnęła na igrzyskach olimpijskich w Atenach w 2004 roku, gdzie Guerrero była druga za Slusariewą. Na igrzyskach tych wystartowała także w szosowym wyścigu ze startu wspólnego, ale zajęła dopiero 46. miejsce. Ponadto na igrzyskach panamerykańskich w Rio de Janeiro była druga w wyścigu ze startu wspólnego i trzecia w wyścigu punktowym. W 2008 roku zakończyła karierę.